# Zespół Szkolno-Przedszkolny w Mierzeszynie
Zespół Szkolno-Przedszkolny w Mierzeszynie – zespół publicznych szkół znajdujący się w Mierzeszynie. W skład zespołu wchodzą: Szkoła Podstawowa im. ks. Jana Pawła Aeltermanna oraz Przedszkole Publiczne.
Szkoła podstawowa powstała w 1760 roku, a w latach 1999-2009 wchodziła w skład Zespołu Szkół Kształcenia Podstawowego i Gimnazjalnego jako szkoła podstawowa (oddział gimnazjalny znajdował się w Warczu). Od 2021 roku obok szkoły podstawowej działa również przedszkole, które wcześniej było oddziałem przedszkolnym szkoły podstawowej.
Organem prowadzącym szkołę jest gmina Trąbki Wielkie.

## Historia szkoły

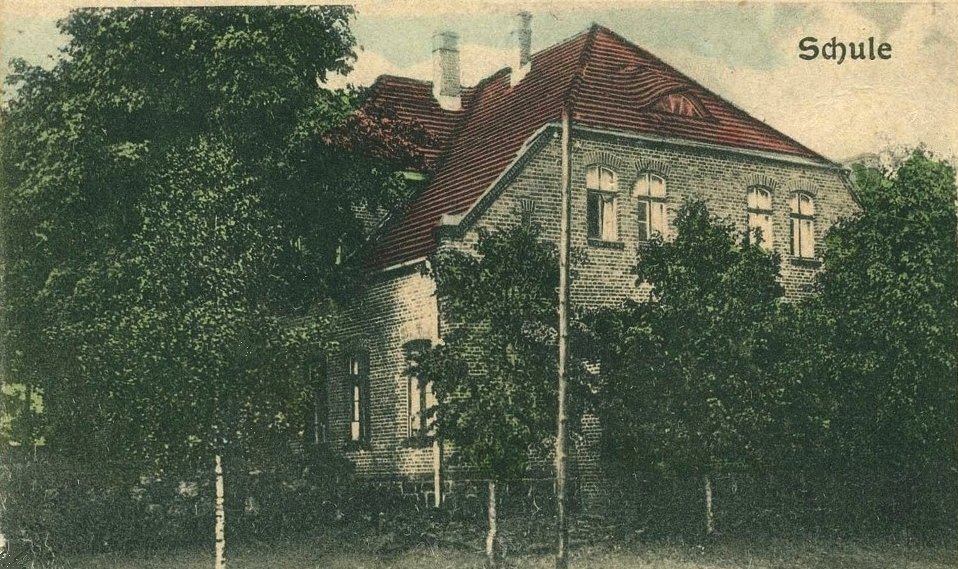
Budynek szkolny w 1920 roku

Szkoła sięga czasów, gdy właścicielem majątku był Johan von Brochwicz Trembecki. Wybudował on w 1760 roku dwa budynki w pobliżu kościoła parafialnego. W jednym z nich urządził szkołę katolicką, ale ze względu na małą liczbę dzieci katolickich frekwencja nie była zbyt duża.
W 1786 roku rząd pruski przeznaczył szkołę dla ludności wyznania ewangelickiego. W latach 1839-1840 urządzono nową szkołę, która spaliła się wraz z kilkoma innymi gospodarstwami 15 października 1861 roku. Budowę nowej szkoły czteroklasowej ukończono w 1866 roku i zapisano do niej 144 dzieci wyznania ewangelickiego i 30 wyznania katolickiego. W 1870 roku w budynku szkolnym urządzono mieszkanie dla organisty.
Po wybuchu II wojny światowej w budynku szkolnym więziono 43 Polaków, których następnie wywieziono do obozów zagłady. Na pamiątkę powieszono tablicę upamiętniającą. Po zakończeniu działań wojennych misja utworzenia nowej placówki wychowawczej przypadła pochodzącemu z województwa białostockiego Henrykowi Pięciakowi, który został kierownikiem szkoły. Do Mierzeszyna przybył 14 lipca a już we wrześniu w towarzystwie wójta gminy Józefa Olszewskiego, rozpoczął się pierwszy po wojnie rok szkolny 1945/1946 na który zapisano 47 uczniów.
Na przełomie lat 60. i 70. XX wieku kierownikiem szkoły była Maria Stryczyńska a po niej Ludwik Jakubek. Od sierpnia 1983 do 31 sierpnia 1985 dyrektorem była Elżbieta Koderko, a od września tego roku do 15 lutego 1987 - Ewa Florczyk. Od 16 lutego 1987 do 31 sierpnia 2004 dyrektorem była Zofia Szymańska, a od 1 września 2004 roku Bogdan Skiba.

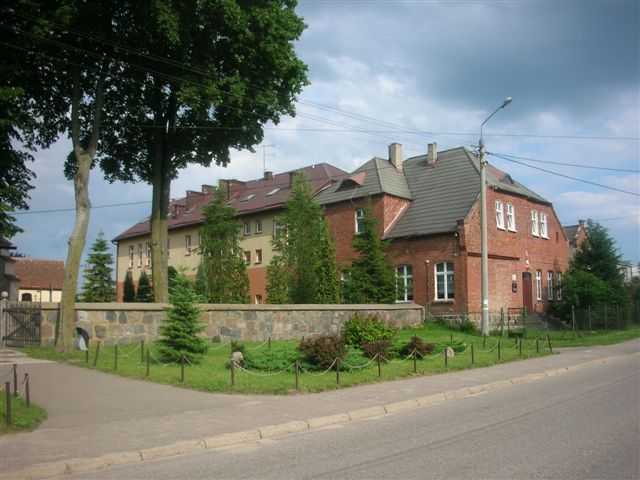
Budynek szkolny w 2006 roku

W 1999 roku na wskutek reformy oświaty utworzono Zespół Szkół Kształcenia Podstawowego i Gimnazjalnego, w którym oddział gimnazjalny umiejscowiony został w Warczu.13 października 2003 roku nadano szkole imię księdza Jana Pawła Aeltermanna. 1 września 2009 roku zlikwidowano oddział gimnazjalny, co wiązało się z rozwiązaniem zespołu szkół. W 2010 roku oddano do użytku nowy budynek z wielką halą sportową. W 2021 roku oddział przedszkolny Szkoły Podstawowej został przekształcony w Przedszkole Publiczne, tworząc Zespół Szkolno-Przedszkolny.

## Hymn szkoły[8]

### Hymn Szkoły Podstawowej w Mierzeszynie
tekst: Bożena Szulist, muzyka: Stanisław Bednarski

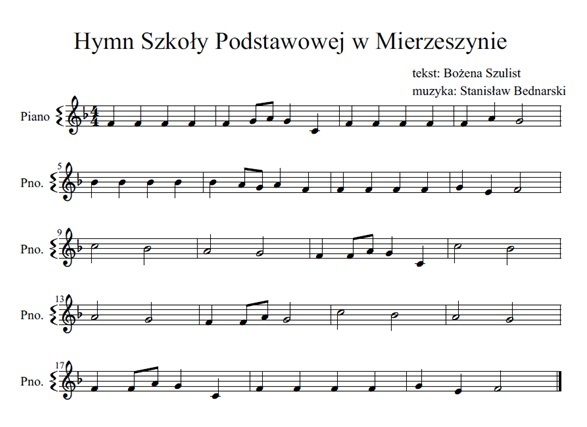
Nuty do hymnu

Kiedy w szkole się spotkamy,

Radość tryska z naszych lic.

Tu pewności nabieramy,

Że przed nami cały świat.

Miłość, wiedza, wiara i honor,

To są cnoty każdego z nas.

Wzorem nam jest patron Aeltermann,

Który kiedyś żył wśród nas.

Płynie czas nieubłaganie,

Każdy z nas chce lepszym być.

Poprzez pracę takim się stanie,

Aby kiedyś godnie żyć.

Miłość, wiedza, wiara i honor,

To są cnoty każdego z nas.

Wzorem nam jest patron Aeltermann,

Który kiedyś żył wśród nas.

- Nuty do hymnu